# Barnafejű gébicsvireó
A  barnafejű gébicsvireó (Cyclarhis gujanensis) a madarak osztályának verébalakúak (Passeriformes) rendjébe és a lombgébicsfélék (Vireonidae) családja tartozó faj.

## Rendszerezése
A fajt Johann Friedrich Gmelin német természettudós írta le 1789-ben, a Tanagra nembe Tanagra gujanensis néven.

## Alfajai
- Cyclarhis gujanensis cantica Bangs, 1898
- Cyclarhis gujanensis cearensis S. F. Baird, 1866
- Cyclarhis gujanensis coibae Hartert, 1901
- Cyclarhis gujanensis contrerasi Taczanowski, 1879
- Cyclarhis gujanensis dorsalis Zimmer, 1942
- Cyclarhis gujanensis flavens Wetmore, 1950
- Cyclarhis gujanensis flavipectus P. L. Sclater, 1859
- Cyclarhis gujanensis flaviventris Lafresnaye, 1842
- Cyclarhis gujanensis gujanensis (Gmelin, 1789)
- Cyclarhis gujanensis insularis Ridgway, 1885
- Cyclarhis gujanensis nicaraguae W. Miller & Griscom, 1925
- Cyclarhis gujanensis ochrocephala Tschudi, 1845
- Cyclarhis gujanensis parva Chapman, 1917
- Cyclarhis gujanensis pax Bond & Meyer de Schauensee, 1942
- Cyclarhis gujanensis perrygoi Wetmore, 1950
- Cyclarhis gujanensis saturata Zimmer, 1925
- Cyclarhis gujanensis septentrionalis A. R. Phillips, 1991
- Cyclarhis gujanensis subflavescens Cabanis, 1861
- Cyclarhis gujanensis tarijae Bond & Meyer de Schauensee, 1942
- Cyclarhis gujanensis virenticeps P. L. Sclater, 1860
- Cyclarhis Cyclarhis gujanensis viridis (Vieillot, 1822)
- Cyclarhis Cyclarhis gujanensis yucatanensis Ridgway, 1887[2]

## Előfordulása
Mexikó, Trinidad és Tobago, valamint Belize, Costa Rica, Guatemala, Honduras, Nicaragua, Panama, Salvador, Argentína, Bolívia, Brazília, Kolumbia, Ecuador, Francia Guyana, Guyana, Paraguay, Peru, Suriname, Uruguay és Venezuela területén honos.
A természetes élőhelye a szubtrópusi vagy trópusi síkvidéki és hegyi esőerdők, száraz erdők, mangroveerdők, mocsári erdők, szavannák és cserjések, valamint ültetvények és városias régiók. Állandó, nem vonuló faj.

## Megjelenése
Testhossza 16 centiméter, testtömege 22-35 gramm. Nagy feje szürkésbarna, szárnyai zöldek, hasa és mellkasa rózsaszínes sárga.
|  |

## Életmódja
Rovarokkal, hernyókkal és gubókkal táplálkozik.

## Szaporodása
Fűből készült, csésze alakú fészkét, magasan ágvillába készíti. Fészekalja 2–3 tojásból áll.

## Természetvédelmi helyzete
Rendkívül nagy az elterjedési területe, egyedszáma stabil. A Természetvédelmi Világszövetség Vörös listáján nem fenyegetett fajként szerepel.

## Külső hivatkozások
- Képek az interneten a fajról
- Internet Bird Collection - videók a fajról
- Xeno-canto